# 金朔
金 朔（キム・サク、朝鮮語: 김삭、1919年8月2日 - 1981年12月31日）は、大韓民国の裁判官、弁護士、政治家。第4代韓国国会議員。

## 経歴
日本統治時代の全羅南道務安郡出身。光州高等普通学校卒。高等考試司法科合格により春川地方法院判事、済州地方法院判事、光州地方法院判事を歴任した。他は在朝鮮アメリカ陸軍司令部軍政庁木浦国庫支出官、中央選挙委員会委員、済州大学校講師、民主党中央常務委員・政策委員などを務めた。1958年の第4代総選挙では務安丙選挙区から民主党所属の国会議員に当選したが、在任中に民主党を離党し自由党に移籍した。
1981年12月31日、持病によりソウル市鐘路区の自宅で死去。享年62。